# HSC Speedrunner IV
HSC Speedrunner IV är ett snabbgående, enskrovigt fartyg som trafikerar för Aegean Speed Lines, Pireus, Grekland.
Speedrunner IV (som SuperSeaCat Four) var Silja Lines första snabbgående fartyg.
Systerfartyg: HSC Almudaina Dos, HSC SuperSeaCat Two, HSC SuperSeaCat Three